# Ото Франц фон Фюнфкирхен
Йохан Ото Магнус Фридрих Фердинанд Франц Йозеф/Ото Франц фон Фюнфкирхен (на немски: Johann Otto Magnus Friedrich Ferdinand Franz Joseph Graf Fünfkirchen/Otto Franz Graf von und zu Fünfkirchen; * 19 март 1800, Щайнебрун (днес Дразенхофен), Долна Австрия; † 6 април 1872, Виена) е граф на Фюнфкирхен в Щайнабрун и Ной-Руперсдорф в Долна Австрия, юрист в управлението и политик.

## Живот
Той е син на граф Йохан Франц де Паула фон и цу Фюнфкирхен (1777 – 1815) и съпругата му фрайин София Готлиб Констанция оп дем Хаме, наричана Шоепингк (1780 – 1844), дъщеря на фрайхер Дитрих Ернст оп дем Хаме, наричан Шоепингк († 1818) и графиня Елизабе фон Щакелберг (1760 – 1837). Внук е на Йохан Фердинанд фон и цу Фюнфкирхен (1741 – 1789) и графиня Мария Геновева дела Ровере де Монте л'Абате (1741 – 1810). Майка му се омъжва втори път на 1 май 1817 г. за граф Михали Естерхази де Галанта (1794 – 1866).
На 15 години Ото Франц губи баща си и наследява имотите във Вайнфиртел в Долна Австрия. Той следва право във Виена и през 1824 г. започва държавна служба в Брюн (Бърно). След две години напуска и се жени с графиня Алойзия Вурмбранд-Щупах и престроява дворец Фюнфкирхен в стил „Бидермайер“.
През 1844 г. той отново е на държавна служба и става хауптман на Швац в Тирол. През 1846 г. е преместен в Инсбрук. През революцията през 1848/49 г. Ото командва като хауптман един тиролски батальон. Там в Инсбрук са от 18 май до 8 август 1848 г. Фердинанд I с императорската фамилия след бягството от револиционна Виена.
След революцията през 1850 г. младият император Франц Йозеф номинира Ото Франц за окръжен президент на Бриксен (Бресаноне).
През 1856 г. Ото Франц става президент на Залцбург, където е много популярен. През 1857 г. става почетен гражданин на град Залцбург. През 1861 г. напуска държавната си служба и се установява във Виена и Бад Ишъл.
Ото фон Фюнфкирхен построява фамилната гробница Фюнфкирхен в Щютценхофен в Дразенхофен, където е погребан със съпругата му.
Фамилията измира по мъжка линия през 1970 г. с граф Ханс фон Фюнфкирхен (1889 – 1970) и дворецът е продаден.
- Дворец Фюнфкирхен, резиденция на фамилията от 1603 до 1970.
- Дворец Фюнфкирхен или дворец Щайнебрун ок. 1925
- Дворец Фюнфкирхен в Щайнебрун
- Палат Фюнфкирхен във Виена, Бекерщрасе 8
- Гробът на Ото във фамилната гробница Фюнфкирхен
- Капелата на „гробницата Фюнфкирхен“ в Щютценхофен

## Фамилия
Ото Франц фон Фюнфкирхен се жени на 17 юни 1826 г. за графиня Алойзия фон Вурмбранд-Щупах (* 18 януари 1802, Виена; † 5 април 1870, Виена), дъщеря на Хайнрих Гундакар фон Вурмбранд-Щупах (1762 – 1847) и втората му съпруга фрайин Мария Сидония фон Ледебур-Вичелн (1774 – 1833).
Те имат децата:
- Франц Клеменс (* 26 май 1827, Брно; † 17 май 1902, Грац), фрйхер на Щайнебрун, наследствен политик, женен на 27 ноември 1858 г. във Виена за графиня Фердинанда Йозеф Бригидо (* 12 април 1840, Виена; † 27 май 1886, Виена); имат три сина и дъщеря
- София (* 10 юни 1829, Щайнебрун; † 30 март 1904, Грац) омъжена на 21 септември 1846 г. в Инсбрук за граф Фердинанд Георг цу Брандис (* 27 юли 1819, Грац; † 6 декември 1904, Грац)
- Хайнрих Гундакер (* 25 януари 1830; † 2 януари 1885), кемерер и полковник-лейтенант, женен на 22 май 1864 г. във Виена за принцеса Алойзия фон и цу Лихтенщайн (* 13 август 1838; † 17 април 1920); бездетен
- Каролина Сидония (* 7 март 1833), дама в Щернкройцорден и първа регентка на Савойския дамцки манастир във Виена, погребана в Щютценхофен.